# 앤드리아 매클레인
앤드리아 매클레인(Andrea McLean, 1969년 10월 5일 ~ )은 스코틀랜드의 사회자이다.